# アルフレッド・スバーン
アルフレッド・スバーン（Alfred "Alf" Gomer Swahn、1879年8月20日 - 1931年3月16日）は、スウェーデンの射撃競技選手。4度のオリンピックに出場し、複数のメダルを獲得した。
同じく射撃競技選手でありオリンピックで金メダルを獲得したオスカー・スバーンを父に持つ。
1908年ロンドンオリンピックにはスウェーデンチームの一員として参加し、ランニングディア単発団体で金メダルを獲得した。個人トラップ種目にも参加したが25位であった。
祖国で行われた1912年のストックホルムオリンピックではランニングディア単発の個人と団体で2つの金メダルを獲得した。その他、ランニングディア双発では4位、クレーピジョン団体では4位、トラップ種目では21位だった。
1920年のアントワープオリンピックでは銀メダル2つと銅メダル1つを獲得した。その他、ランニングディア単発団体では4位、ランニングディア双発では恐らく5位、トラップ種目での順位は分かっていない。
1924年のパリオリンピックでは銀メダル1つと銅メダル2つを獲得した。その他、クレーピジョン団体では5位、ランニングディア単発では6位だった。